# Сніжок Ігор Сергійович
І́гор Сергі́йович Сніжок (6 грудня 1973, смт Куликівка, Чернігівська область, Україна — 3 лютого 2015, м. Дебальцеве, Донецька область, Україна) — підполковник (полковник — посмертно) Збройних сил України, начальник служби сполучень тилу, учасник російсько-української війни.

## Короткий життєпис
1991 року по закінченні Куликівської ЗОШ проходив строкову військову службу.
1997 року закінчив Київський військовий вищий інститут управління і зв'язку.
В 1997—2006 роках працював військовим на різних посадах, з 2006 по 2007-й — старший офіцер, відділення обробки інформації 99-го командно-розвідувального центру Сухопутних військ.
З 2007 по 2009-й — офіцер відділу кадрового менеджменту військовослужбовців, Кадровий центр Сухопутних військ ЗС України, в 2009—2010 роках — начальник адміністративного відділення там же.
Протягом 2010—2012 років — начальник групи автоматизації та обробки інформації, Кадровий центр Сухопутних військ ЗС України.
З 2012 року — начальник служби військових сполучень тилу, Командування Сухопутних сил ЗСУ.
2013 року закінчив Національний університет оборони України ім. Івана Черняховського.
3 лютого 2015-го загинув поблизу Дебальцевого під час мінометного обстрілу базового табору, який вели терористи.
Похований в Куликівці 6 лютого 2015-го. В останню дорогу куликівчани Ігоря проводжали на колінах.

## Нагороди та вшанування
За особисту мужність і героїзм, виявлені у захисті державного суверенітету та територіальної цілісності України, вірність військовій присязі під час російсько-української війни, відзначений — нагороджений
- 27 червня 2015 року — орденом Богдана Хмельницького III ступеня (посмертно).
- 3 квітня в Куликівській ЗОШ відкрито пам'ятну дошку честі Ігоря Сніжка[1].